# Przeciwciało

Schemat przeciwciała:
1. fragment wiążący antygen
2. rejon Fab
3. rejon Fc
niebieskie – łańcuchy ciężkie
żółte – łańcuchy lekkie
ciemnoniebieskie i ciemnożółte – rejony zmienne
jasnoniebieskie i jasnożółte – rejony stałe
szare – mostki dwusiarczkowe

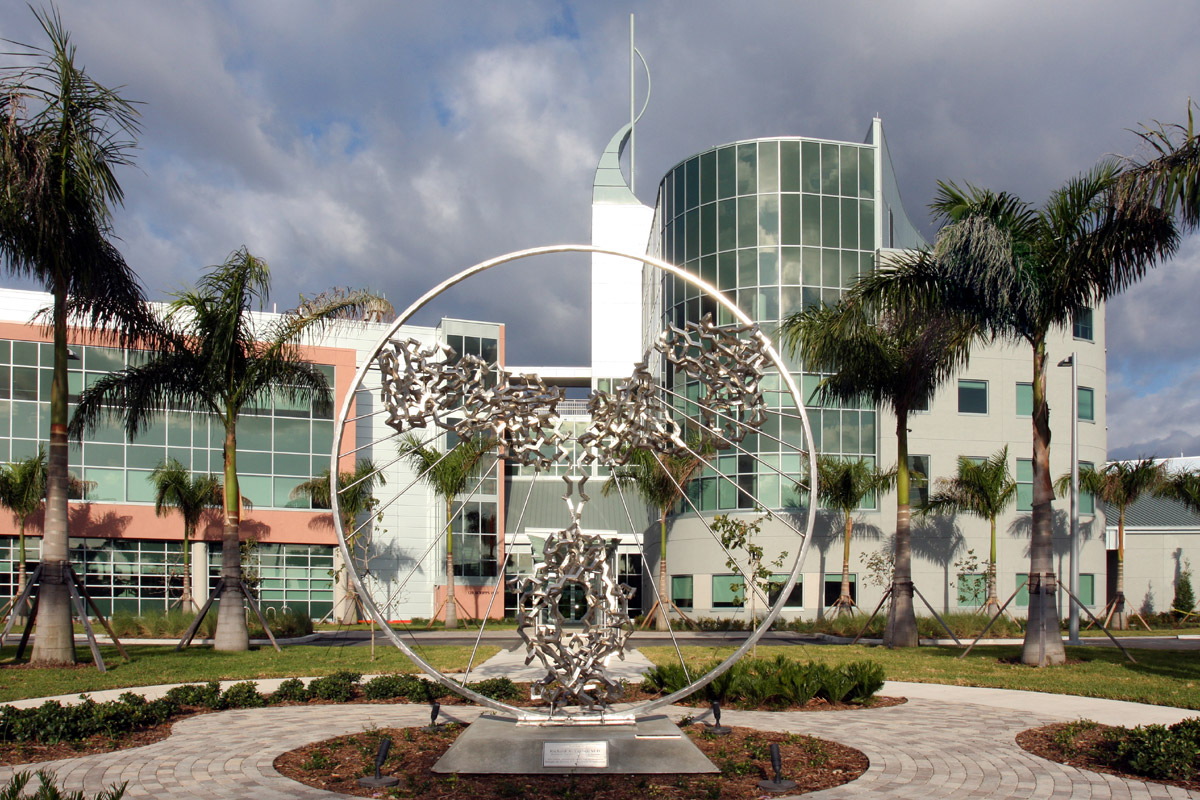
Rzeźba Angel of the West (2008, Julian Voss-Andreae) obrazująca budowę przeciwciała opublikowaną przez Eduarda Padlana

Przeciwciało, antyciało (określenie bliskoznaczne: immunoglobulina) – rodzaj białka wydzielanego przez komórki plazmatyczne (czyli pobudzone limfocyty B) w przebiegu odpowiedzi odpornościowej typu humoralnego. Charakteryzuje się ono zdolnością do swoistego wiązania antygenów.
Jako część układu odpornościowego u człowieka i innych kręgowców przeciwciała odgrywają zasadniczą rolę w obronie organizmu przed bakteriami, wirusami i pasożytami zewnątrzkomórkowymi oraz, w znacznie mniejszym stopniu, grzybami oraz pasożytami i bakteriami wewnątrzkomórkowymi.
Głównym zadaniem przeciwciał jest wiązanie antygenu, co umożliwia z kolei zachodzenie innych procesów:
- opsonizacji, w wyniku której patogen zostaje zneutralizowany[3] i może być usunięty na drodze fagocytozy
- aktywowania dopełniacza, co skutkuje zniszczeniem niektórych typów patogenów oraz pobudzeniem odpowiedzi odpornościowej
- cytotoksyczności komórkowej zależnej od przeciwciał
- neutralizowania toksyn
- neutralizowania wirusów
- oddziaływania bakteriostatycznego
- blokowania adhezyn bakteryjnych.

Produkcja przeciwciał jest główną funkcją humoralnego układu odpornościowego.

## Historia odkryć związanych z przeciwciałami
Przeciwciała zostały odkryte na przełomie XIX i XX wieku. W roku 1890 Emil Behring i Kitasato Shibasaburo opisali zbawienny wpływ surowicy zwierząt zakażonych krztuścem na chorych ludzi. To właśnie odkrycie spowodowało, że narodziła się nowa dziedzina wiedzy, immunologia. Przez następne pół wieku immunologia była nauką zajmującą się głównie chemią przeciwciał oraz regulacją ich wytwarzania. Paul Ehrlich, niemiecki uczony i immunolog, w 1900 roku przedstawił tzw. teorię łańcuchów bocznych: zakładała ona, że pewne komórki w organizmie posiadają na swojej powierzchni struktury (łańcuchy) mogące wiązać patogeny lub toksyny i w wyniku interakcji z patogenem lub toksyną łańcuchy te są uwalniane do surowicy. Teoria ta miała wyjaśniać m.in. obserwacje Behringa i Shibasaburo, jednak jej słuszność potwierdzono dopiero kilkadziesiąt lat później. Sam Ehrlich przyrównał przeciwciała do „magicznego pocisku” – średniowiecznego ideału leku, który wypędza diabła z ciała opętanego, bez czynienia pokrzywdzonemu szkód. Przeciwciała miałyby w podobny sposób zapewnić usunięcie patogenu bez szkód dla organizmu. Ehrlich zwrócił uwagę na fakt, iż przeciwciała nie mogą reagować z własnymi tkankami, gdyż doprowadzałoby to do ich zniszczenia (uczony określił to mianem horror autotoxicus). Obecnie wiadomo, że nie jest to prawdą, gdyż to przeciwciała odgrywają znaczną rolę w chorobach autoimmunizacyjnych. Niemniej jednak, immunoglobuliny rzeczywiście działają podobnie do „magicznego pocisku” i stanowią jeden z głównych czynników zaangażowanych w obronę naszego organizmu.
Szerszy wgląd w biochemiczną naturę przeciwciał uzyskano w wyniku badań Michaela Heidelbergera i Oswalda Avery’ego w latach 20. XX wieku, zaobserwowali oni bowiem nie tylko zjawisko precypitacji antygenów pod wpływem przeciwciał, ale także stwierdzili, że przeciwciała są białkami. W latach 30. XX wieku prace Johna Marracka i jego współpracowników uszczegółowiły wiedzę na temat interakcji pomiędzy przeciwciałami i antygenami, jednak w tym czasie nadal uważano, że zjawiska immunoprecypitacji, aglutynacji i działanie antytoksyczne są wynikiem zupełnie różnych czynników występujących w surowicy. Dopiero w 1939 roku Elvin Abraham Kabat wykazał, że zjawiska te są skutkiem działania substancji o tych samych podstawowych właściwościach. Pierwszo- i drugorzędowa struktura przeciwciał została zbadana przez Geralda Edelmana i Rodneya R. Portera w latach 60., za co zostali oni uhonorowani Nagrodą Nobla.
W roku 1948 Astrid Fagraeus wykazała, że przeciwciała są produkowane przez limfocyty B. Przełomem w badaniach przeciwciał było opracowanie pod koniec lat 50. teorii selekcji klonalnej, która z jednej strony pokazała ich rzeczywiste znaczenie w odporności, z drugiej jednak wzmocniła zadawane jeszcze od czasów Ehrlicha pytanie: skąd bierze się tak duża liczba wariantów przeciwciał? Wiadomo było od dawna, że dla każdego niemal patogenu istnieją specyficzne przeciwciała. Rozwój genetyki spowodował, iż uczeni zdali sobie sprawę z faktu, że wariantów przeciwciał jest więcej niż genów w organizmie, co według definicji genów i białek nie mogło mieć miejsca. Wyjaśnienie tego zawdzięczamy immunogenetykom, szczególnie japońskiemu uczonemu Susumu Tonegawie (za te właśnie prace uzyskał on w 1987 roku Nagrodę Nobla). Immunogenetyka pozwoliła obalić także pewne dogmaty genetyki, wcześniej uznawane za niepodważalne.
W roku 1975 Cesar Milstein oraz Georges Köhler odkryli metodę produkcji przeciwciał monoklonalnych (Nagroda Nobla z zakresu fizjologii i medycyny, 1984 rok), które są dziś używane w laboratoriach naukowych do licznych badań naukowych, w diagnostyce (ELISA, western blot, cytometria przepływowa, immunohistochemia) oraz w wynajdywaniu nowych terapii, w tym przeciwnowotworowych.

## Terminologia
Zanim poznano budowę chemiczną przeciwciał, nazywano je na podstawie określonych właściwości. Wydawało się wówczas, że są to zupełnie różne substancje. Obecnie, mimo znacznie lepszego zrozumienia budowy i funkcji przeciwciał, terminy te są nadal używane, chociaż wiele z nich już nie tak często. Są to między innymi:
- antytoksyna – przeciwciało neutralizujące określoną truciznę[13] (np. antytoksyna tężcowa)
- krioglobina – przeciwciało nieswoiście wiążące i strącające antygeny w niskich temperaturach[14]
- aglutynina – przeciwciało prowadzące do aglutynacji krwinek[15].

Terminy „γ-globulina”, „immunoglobulina” i „przeciwciało” nie są synonimami, mimo że często używane są zamiennie. Termin „immunoglobulina” odnosi się do faktu, że białka te pełnią funkcję odpornościową, zaś w wyniku przeprowadzenia elektroforezy białek osocza lokują się między innymi w paśmie γ-globulin. Dlatego przez długi czas immunoglobuliny nazywano gamma-globulinami. Obecnie wiadomo, że w pasmie γ po elektroforezie lokują się także inne białka (np. białko C-reaktywne) i że immunoglobuliny lokują się także poza pasmem γ w paśmie β i α2 (patrz: proteinogram). Tak więc określenia γ-globulina nie należy stosować jako synonimu słów „przeciwciało” i „immunoglobulina”. Warto także zwrócić uwagę na fakt, iż określenie γ-globulina odnosi się do wszystkich przeciwciał, nie tylko do przeciwciał klasy IgG (podział na klasy omówiony jest dalej), które zawierają łańcuch γ. Zbieżność nazw jest tutaj przypadkowa, jednak całkiem trafna, ponieważ po przeprowadzonej elektroforezie główną immunoglobuliną pasma γ jest właśnie IgG (chociaż nie wszystkie IgG lokują się w paśmie γ).
Termin „immunoglobulina” odnosi się zwykle do przeciwciał zawartych w surowicy lub określonym preparacie, ale bez określenia swoistości (reaktywności) tych przeciwciał. Możemy mówić o, na przykład, poziomie immunoglobulin we krwi, co oznacza wszystkie przeciwciała, a nie tylko te, które reagują z, przykładowo, antygenami grypy. Według definicji Światowej Organizacji Zdrowia (WHO) z 1964 roku w skład immunoglobulin wchodzą także niektóre inne białka nie rozpoznające swoiście antygenów, ale biorące udział w reakcji odpornościowej, jak np. makroglobuliny.
Termin „przeciwciało” ma węższe znaczenie, oznacza bowiem immunoglobulinę skierowaną przeciwko konkretnemu antygenowi i mogącą się z nim wiązać, a więc immunoglobulinę o określonej swoistości. Dlatego mówi się raczej o poziomie przeciwciał przeciwko wirusowi grypy, a nie o immunoglobulinach przeciwko grypie. Użycie wymienionych terminów jako synonimów nie jest jednak rażącym błędem, a w zależności od kontekstu może być uprawnione (np. w stwierdzeniach „chemiczna budowa immunoglobulin” i „chemiczna budowa przeciwciał”). Ponieważ termin „przeciwciało” związany jest z określonym antygenem, zwykle podaje się, o jaki antygen chodzi. Przykładowo, przeciwciało wiążące antygen CD3 określimy jako „przeciwciało przeciwko CD3” lub „przeciwciało anty-CD3”. Przedrostek „anty-” bywa niekiedy w źródłach pisanych zastępowany grecką literą alfa i w takim wypadku pomija się słowo „przeciwciało” (np. α-CD3 lub αCD3 oznacza przeciwciało anty-CD3).
Wraz z upowszechnieniem się przeciwciał monoklonalnych zaistniała potrzeba rozróżnienia przeciwciał skierowanych przeciwko temu samemu antygenowi, ale wiążących się z różnymi epitopami. Jest to konieczne, ponieważ w zależności od wiązanego epitopu przeciwciało może wykazywać różne funkcje lub być używane w różnych celach. Przeciwciała monoklonalne określa się precyzyjnie, podając nazwę klonu. Przykładowo: przeciwciało anty-CD3 klon OKT3 wiąże inny epitop niż przeciwciało anty-CD3 klon SK7.
Dla przeciwciał monoklonalnych stosowanych w terapii opracowano, dość skomplikowany i wciąż dyskutowany, system nazewnictwa mający na celu ujednolicenie terminologii. System ten zakłada istnienie prefiksu, który może być dowolny (zwykle ustala go producent przeciwciała), następnie podaje się człon oznaczający ogólnie cel (antygen) dla danego przeciwciała, człon oznaczający pochodzenie przeciwciała (np. gatunek zwierzęcia) i sufiks -mab oznaczający przeciwciało monoklonalne. Przykładowo: jeżeli przeciwciało wiąże się z toksyną, to podaje się człon „-toks(a)-”, a jeżeli reaguje z antygenem nowotworowym, dodaje się człon „-t(u)-” (od tumor). Przeciwciała produkowane przez komórki mysie zawierają człon „-o-”, zaś przeciwciała humanizowane człon „-zu-”. Jeżeli zatem wyprodukowane zostanie humanizowane przeciwciało o charakterze antytoksyny, to końcówka nazwy będzie brzmiała „-toksazumab”, zaś mysie przeciwciało monoklonalne użyte do atakowania komórek rakowych zostanie nazwane tak, żeby końcówka brzmiała „-tomab”.

## Budowa przeciwciała

Schemat budowy przeciwciała:
1. fragment Fab
2. fragment Fc
3. łańcuch ciężki (zawiera VH, CH1, zawias, rejony CH2 i CH3, licząc od końca N)
4. łańcuch lekki (zawiera rejony VL i CL, licząc od końca N)
5. miejsce wiązania antygenu
6. rejony zawiasowe
(*) \sS\sS\s oznacza mostki dwusiarczkowe

Budowa przeciwciał wszystkich klas jest podobna. Są to białkowe cząsteczki o kształcie zbliżonym do litery „Y”, o masach cząsteczkowych od 150 do 970 kDa, złożone (w formie monomerycznej) z czterech glikozylowanych łańcuchów peptydowych. Dwa z tych łańcuchów, określane mianem łańcuchów ciężkich (H, od ang. heavy – na rysunku kolor niebieski) są dłuższe i związane ze sobą wiązaniami dwusiarczkowymi. Pozostałe dwa łańcuchy, nazywane lekkimi (L, od ang. light – kolor zielony), są związane z łańcuchami ciężkimi również za pomocą mostków dwusiarczkowych. Obydwa łańcuchy ciężkie w danej cząsteczce są identyczne, podobnie jest z łańcuchami lekkimi. Rejon, w którym występują wiązania dwusiarczkowe pomiędzy H (miejsce zgięcia łańcuchów), nazywamy rejonem zawiasowym, gdyż warunkuje on tak zwaną zmienność segmentalną, czyli możliwość rozchylania się ramion przeciwciała.

Przeciwciało rozcięte przez papainę

Zastosowanie papainy umożliwia rozcięcie przeciwciała i uzyskanie z pojedynczej cząsteczki dwóch fragmentów Fab (ang. fragment, antigen-binding – wiążących antygen) oraz jednego fragmentu Fc (ang. fragment, crystallizable – krystalizowalnego). Miejsce cięcia enzymu wypada nieco powyżej rejonu zawiasowego. Na podstawie takiego trawienia enzymatycznego udało się potwierdzić istnienie dwóch funkcjonalnych części przeciwciała:
- fragmentów Fab, odpowiadających jego ramionom i wiążących się z antygenem
- fragmentu Fc, pełniącego funkcję efektorową, czyli odpowiadającego za różne zjawiska zapoczątkowywane związaniem antygenu, na przykład immunofagocytozę. Fragment krystalizowalny ma związek z cytofilnością przeciwciał.

Badania nad budową przeciwciał pozwoliły wniknąć głębiej w budowę ich łańcuchów peptydowych. Okazało się, że każdy łańcuch posiada część stałą (ciemniejszy kolor na schemacie), która jest taka sama u wszystkich przeciwciał danej klasy, oraz część zmienną (jaśniejszy kolor na schemacie), różniącą się wśród przeciwciał o różnej swoistości. Część zmienna łańcucha ciężkiego nosi nazwę VH, zaś łańcucha lekkiego – VL (V od ang. variable). Części stałe są oznaczone symbolami CH w łańcuchu ciężkim (C od ang. constant) i CL w łańcuchu lekkim, przy czym każda domena części stałej łańcucha ciężkiego jest oznaczona cyfrą. Jak widać, w skład fragmentu Fc wchodzi wyłącznie część stała H, zaś w skład fragmentu Fab fragment części stałej i część zmienna łańcucha ciężkiego oraz kompletne łańcuchy lekkie. Każde z ramion przeciwciała (Fab) zawiera więc część wiążącą antygen, zwaną paratopem (na rysunku otoczona czerwonym, przerywanym okręgiem), który złożony jest zarówno z fragmentów H, jak i L, funkcje efektorowe natomiast zależą jedynie od H.

## Klasyfikacja przeciwciał
| Nazwa klasy | Liczba podklas | Opis |
| ----------- | -------------- | --- |
| IgA         | 2              | Immunoglobuliny wydzielnicze (składnik na przykład śliny i łez). Odgrywają rolę w mechanizmach odpornościowych w obrębie błon śluzowych przewodu pokarmowego, dróg oddechowych, układu moczowo-płciowego, zapobiegają kolonizacji patogenów.                                            |
| IgD         | 1              | Działanie niezbyt dokładnie zbadane. Odgrywają rolę jako receptory na komórkach B dla antygenów. |
| IgE         | 1              | Odpowiedzialne za reakcje alergiczne (typu natychmiastowego). Powodują uwalnianie histaminy z mastocytów. Odgrywają rolę w zwalczaniu pasożytów. |
| IgG         | 4              | Podstawowa w odporności klasa immunoglobulin. |
| IgM         | 1              | Immunoglobuliny pierwszego rzutu – wydzielane we wczesnych stadiach odporności zależnej od limfocytów B, eliminują patogeny zanim zostaną wyprodukowane wystarczające ilości IgG. Monomeryczna forma IgM znajdująca się na powierzchni limfocytów B pełni rolę receptora dla antygenów. |

Przeciwciała można sklasyfikować ze względu na budowę łańcuchów lekkich oraz ciężkich, przy czym różnice dotyczą wyłącznie części stałych. Klasyfikacja na podstawie budowy łańcuchów lekkich nie ma praktycznego znaczenia, niemniej jednak należy o niej wspomnieć. Łańcuchy lekkie mogą występować w dwu podstawowych formach: κ i λ. W zależności od tego, jaki rodzaj łańcucha występuje w danej cząsteczce przeciwciała, można wyróżnić typ przeciwciała. Ze względu na fakt, że łańcuch λ występuje w kolejnych dwu formach, w obrębie typu λ można wyróżnić dwa kolejne podtypy.

Typy przeciwciał

Podział na klasy, zależny od łańcucha ciężkiego, pozwala odróżnić „zachowanie” określonych przeciwciał od „zachowania” innych przeciwciał, co wiąże się z faktem, iż tylko łańcuch ciężki odpowiada za funkcje efektorowe. Łańcuch ciężki występuje w pięciu formach: α, γ, δ, ε, μ, co pozwala wyodrębnić odpowiednio pięć klas: immunoglobuliny A (IgA), immunoglobuliny G (IgG) i analogicznie IgD, IgE i IgM. Poszczególne klasy i podklasy różnią się układem specyficznych dla immunoglobulin domen białkowych, tzw. splotów immunoglobulinowych oraz obecnością lub brakiem rejonu zawiasowego. Ponadto przeciwciała klasy IgA mogą łączyć się w dimery, zaś IgM – w pentamery i heksamery. Ze względu na wspomniane różnice w budowie poszczególnych łańcuchów lub ich fragmentów można wyróżnić trzy rodzaje cech przeciwciał:
- izotypy – rozróżnia się je na podstawie zasadniczych różnic w planie budowy łańcuchów. Podział na izotypy polega na podziale na klasy i podklasy oraz typy i podtypy;
- allotypy – są to drobne zmiany w obrębie danego izotypu, warunkowane zmiennością genetyczną. Przeważnie chodzi tutaj o występowanie takiego czy innego aminokwasu w określonej pozycji łańcucha;
- idiotypy – to grupy przeciwciał o takiej samej swoistości. Różnią się one budową części zmiennej (patrz: zmienność przeciwciał), mimo posiadania tej samej części stałej (czyli mogą to być te same izotypy, choć nie muszą).

## Kinetyka reakcji antygen–przeciwciało
Reakcja przeciwciała z antygenem przebiega podobnie, jak każda inna reakcja równowagowa typu A + B → AB. Opierając się na takim równaniu w immunologii wyróżnia się:
wartościowość, powinowactwo i zachłanność (awidność).

### Wartościowość
Przez wartościowość rozumiemy liczbę determinant antygenowych, które mogą być związane przez jedną cząsteczkę przeciwciała.
IgD, IgG, IgE są 2-wartościowe, IgA są 2- lub 4-wartościowe (zależy czy monomer czy dimer), a IgM 10-wartościowe.

### Powinowactwo
Powinowactwem przeciwciała nazywamy siłę wiązania antygenu przez pojedynczy paratop, co odpowiada reakcji, w której pojedyncze paratopy przeciwciał reagują z monowalentnymi antygenami. Reakcja jest przedstawiona poniżej:
Jak dla każdej innej reakcji równowagowej, także dla tej można obliczyć stałą równowagi, w tym wypadku stałą asocjacji, która wynosić będzie:
{\displaystyle K_{a}={\frac {[AbAg]}{[Ab][Ag]}},}
gdzie: [Ab] – stężenie przeciwciał; [Ag] – stężenie antygenu; [AbAg] – stężenie kompleksu antygen-przeciwciało. Stężenia podaje się w mol/L.
Stała Ka, obliczona dla przeciwciał o jednakowej swoistości jest wprost proporcjonalna do powinowactwa, gdyż jej duża wartość informuje nas o tworzeniu dużej ilości kompleksów z antygenem. Przy małym powinowactwie tworzy się mniej kompleksów, a przeciwciała takie są mniej skuteczne. Wynika to z faktu, iż przeciwciała o dużym powinowactwie zwiążą dużo antygenów już przy ich małym stężeniu, a więc szybciej zareagują na ich obecność.
Powinowactwo zależy zarówno od szybkości tworzenia się wiązań między epitopem i paratopem, jak również od siły tego wiązania. Należy także pamiętać, że czasami powinowactwo danego przeciwciała względem antygenu może być niższe od powinowactwa dla innego antygenu, względem którego przeciwciało nie było produkowane (patrz: przeciwciało heteroklityczne).

### Zachłanność
Zachłanność (awidność) jest pojęciem podobnym do powinowactwa i oznacza ona siłę wiązania poliwalentnego antygenu z kilkoma paratopami przeciwciała. Jest to stała reakcji przedstawionej poniżej i jest obliczana w podobny sposób jak w przypadku powinowactwa:
Najistotniejsze jest to, że zachłanność nie jest prostą sumą powinowactw (w powyższym przykładzie dwóch), lecz jest od nich większa. Wynika to z faktu, że rozerwanie kilku wiązań naraz (w reakcji przeciwnej) wymaga większej energii niż oderwanie pojedynczego wiązania przeciwciało–antygen.

## Tworzenie kompleksów immunologicznych
Kompleksem immunologicznym nazywamy połączenie przeciwciała z antygenem. Po utworzeniu kompleksu może nastąpić usunięcie antygenu, lecz czasami tworzenie kompleksów może przynieść więcej szkody niż pożytku. Dzieje się tak, gdy rozmiary kompleksów są duże i wytrącają się one w tkankach (patrz: kompleksy immunologiczne). Następuje wtedy nadmierna, niekontrolowana aktywacja dopełniacza oraz silna aktywacja komórek żernych, co powoduje zniszczenie otaczających tkanek. Przykładem takiej patologii może być zapalenie kłębuszków nerkowych towarzyszące wirusowemu zapaleniu wątroby typu C. Duża ilość wirionów uwalnianych do krwi powoduje, że powstają duże kompleksy, gromadzące się w naczyniach nerek. Aktywacja dopełniacza powoduje silne zapalenie trwale uszkadzające nerki.

## Zastosowania w medycynie

### Diagnostyka
Wykrywanie konkretnych przeciwciał jest powszechną formą diagnostyki medycznej – od tego typu metod zależy, między innymi, serologia. Przykładowo, w oznaczeniach biochemicznych służących do ułatwienia postawienia diagnozy, określa się miano przeciwciał z krwi skierowanych na wirusa Epsteina-Barr lub boreliozę. Nieobecność tych przeciwciał oznacza, że osoba nie była zakażona lub zakażenie nastąpiło bardzo dawno temu i limfocyty B produkujące specyficzne przeciwciała zniknęły. W części (<10%) przypadków organizm nie wytwarza swoistych przeciwciał i nie wyklucza to trwającego, lub przebytego zakażenia. W chorobach autoimmunologicznych często można wykryć w badaniach krwi autoprzeciwciała, które wiążą się z epitopami własnego ciała. Przeciwciała skierowane przeciwko powierzchniowym antygenom erytrocytów w autoimmunologicznej anemii hemolitycznej można wykryć za pomocą testu Coombsa. Test Coombsa jest także używany w przesiewowych badaniach związanych z transfuzją krwi oraz w badaniach prenatalnych u kobiet. Poziomy różnych klas immunoglobulin są czasem użyteczne w określeniu przyczyn uszkodzenia wątroby u pacjentów, których rozpoznanie jest niepewne. Przykładowo, podniesiony poziom IgA wskazuje na marskość alkoholową, a podniesione poziomy IgM wskazują na wirusowe zapalenie wątroby oraz pierwotną marskość żółciową, podczas gdy poziom IgG jest podniesiony wirusowym zapaleniu wątroby, autoimmunologicznym oraz w marskości.

### Stosowanie immunoglobulin w terapii
Dożylne preparaty immunoglobulin są stosowane w dwóch zasadniczych wskazaniach:
- leczenie substytucyjne – uzupełnianie niskiego stężenia IgG,
- działanie modyfikujące działanie układu immunologicznego (duże dawki immunoglobulin).

Celowana terapia przeciwciałami monoklonalnymi jest stosowana w leczeniu takich chorób, jak reumatoidalne zapalenie stawów, stwardnienie rozsiane, łuszczyca, oraz w różnych postaciach nowotworów złośliwych, w tym w chłoniakach nieziarniczych raku jelita grubego, rakach głowy i szyi oraz raku piersi.
Niektóre niedobory odporności, jak sprzężona z chromosomem X agammaglobulinemia oraz hipogammaglobulinemia wynikają odpowiednio z całkowitego i częściowego niedoboru przeciwciał. Te choroby można leczyć poprzez wywoływanie krótkotrwałej postaci odporności, zwanej odpornością bierną. Odporność bierną uzyskuje się poprzez przekazanie choremu gotowych przeciwciał w ludzkiej lub zwierzęcej surowicy.

### Terapia prenatalna
Przeciwciała przeciwko czynnikowi Rh są specyficzne dla ludzkiego antygenu D rezusów. Czynnik Rh jest antygenem znajdującym się na krwinkach czerwonych; osoby (Rh+) posiadają ten antygen na erytrocytach, a osoby (Rh−) nie. W czasie ciąży z komplikacjami, a także w wyniku urazu okołoporodowego, krew płodu może się przedostać do układu krążenia matki. W przypadku, gdy matka jest Rh−, a dziecko Rh+, może dojść do uczulenia na antygen Rh, co stwarza ryzyko hemolitycznej choroby noworodka (wzrastające z każdą następną ciążą). Aby zapobiec wystąpieniu uczulenia matki na antygeny płodu, podaje się przeciwciała przeciw czynnikowi Rh.
Leczenie matki za pomocą przeciwciał przed i po porodzie niszczy antygeny Rh przedostające się do matki od płodu. Następuje to zanim limfocyty B matki zostaną zastymulowane do „zapamiętania” antygenu Rh i wytworzenia komórek pamięci. Dzięki temu układ odpornościowy matki nie zareaguje produkcją przeciwciał anty-Rh i nie zaatakuje antygenów D dziecka. Leczenie za pomocą przeciwciał anty-Rh zapobiega wystąpieniu hemolitycznej choroby noworodka, ale nie leczy przyczyny, jaką jest niezgodność układów Rh matki i płodu.
Przeciwciała stosowane w terapii prenatalnej dostępne są pod kilkoma nazwami handlowymi.

## Zastosowanie w badaniach naukowych

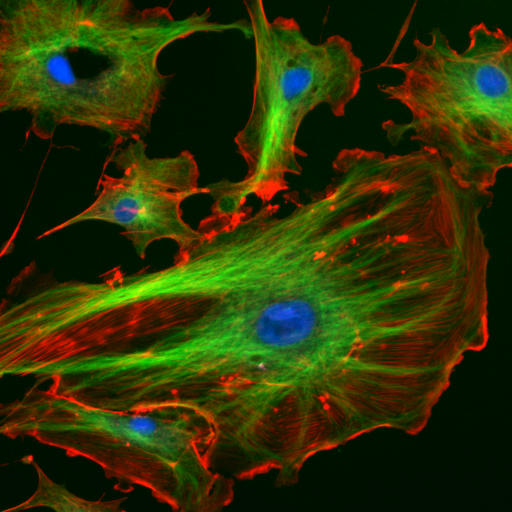
Immunofluorescencyjny obraz eukariotycznego cytoszkieletu. Filamenty aktynowe są przedstawione na czerwono, mikrotubule na zielono, a jądro komórkowe na niebiesko.

Swoiste przeciwciała produkuje się przez wstrzykiwanie antygenów ssakom (myszom, szczurom, królikom, owcom, kozom, koniom), od których pozyskuje się mniejsze lub większe ilości przeciwciał (zależnie od wielkości zwierzęcia). Krew wyizolowana od tych zwierząt zawiera przeciwciała poliklonalne, czyli niejednakowe przeciwciała, które wiążą się z tym samym antygenem w surowicy krwi. Antygeny wstrzykuje się również kurom, aby uzyskać poliklonalne przeciwciała w żółtku. Aby uzyskać przeciwciała specyficzne dla danego epitopu antygenu, izoluje się produkujące przeciwciała limfocyty od zwierząt i łączy się z linią komórek rakowych. W ten sposób otrzymuje się hybrydy, które będą produkować w hodowli przeciwciała. Pojedyncze hybrydy są izolowane poprzez klonowanie dylucyjne dające klony komórek, które produkują jednakowe przeciwciała, zwane przeciwciałami monoklonalnymi.
Wyprodukowane przeciwciała mono- i poliklonalne są często oczyszczane przy pomocy białka A lub G oraz chromatografii powinowactwa do antygenów.
W badaniach, oczyszczone przeciwciała mają wiele zastosowań. Najczęściej stosuje się je do odnalezienia i zidentyfikowania wewnątrz- i zewnątrzkomórkowych białek. Przeciwciała są używane w cytometrii przepływowej do różnicowania typów komórek na podstawie białek, jakie ulegają w nich ekspresji. Różne rodzaje komórek produkują różne zestawy białek CD, które trafiają na ich powierzchnię, a także odmienne białka wewnątrzkomórkowe i te, które ulegają sekrecji (wydzielaniu). Używa się ich także w immunoprecypitacji do rozdzielenia białek i wszystkiego z czym są połączone (koimmunoprecypitacja) od innych cząsteczek w lizacie komórkowym, w analizie western blot do zidentyfikowania białek rozdzielonych w elektroforezie, oraz w immunohistochemii lub immunofluorescencji do zbadania ekspresji białek w skrawkach tkankowych lub do zlokalizowania białek wewnątrz komórek przy pomocy mikroskopu. Białka można wykryć i określić ich ilość z użyciem technik ELISA oraz ELISPOT.

## Przeciwciała u noworodków
Wymienione na wstępie mechanizmy ochronnego działania przeciwciał mogą także pojawiać się u noworodków, które wprawdzie produkują nikłe ilości przeciwciał (głównie klasy IgM), ale uzyskują dodatkowo przeciwciała poprzez:
- Przekazywanie matczynych IgG przez łożysko w czasie trwania ciąży. Od ok. 6. miesiąca ciąży matka może przekazywać IgG do krwi pępowinowej, przy czym dzieje się to z udziałem mechanizmów aktywnego transportu. Noworodek posiada dzięki temu wyższe stężenie IgG we krwi niż człowiek dorosły. W konsekwencji, wcześniaki są mniej odporne od noworodków urodzonych w terminie, gdyż uzyskały mniej przeciwciał od matki.

- Przekazywanie matczynych przeciwciał w mleku matki. W mleku występują przeciwciała IgA (u człowieka; u świni są to np. IgG), które są wydzielane bezpośrednio przez gruczoł sutkowy. Ciekawe jest to, że w mleku odnajdujemy przeciwciała skierowane przeciwko patogenom układu pokarmowego, z którymi zetknęła się matka. Wynika to z istnienia swego rodzaju łączności pomiędzy błoną jelit a gruczołem sutkowym, możliwą dzięki istnieniu MALT, tkanki limfatycznej związanej z błonami śluzowymi. W tym momencie najbardziej istotne jest to, że dziecko otrzymuje przeciwciała, które służą eliminacji patogenów, które z dużym prawdopodobieństwem może spotkać w swoim środowisku, gdyż spotkała je już matka. Przeciwciała zawarte w mleku są więc jednym z argumentów popierających karmienie piersią.

Noworodek zaczyna produkować na większą skalę IgG dopiero dwa miesiące po urodzeniu. Równocześnie z biegiem czasu maleje liczba przeciwciał otrzymanych od matki w trakcie ciąży, i noworodek jest najsłabiej chroniony około trzeciego miesiąca życia. Brak syntezy własnych przeciwciał jest jednym z powodów pewnej nieskuteczności szczepień tuż po urodzeniu.